# GENERATIONS LIVE TOUR 2016 "SPEEDSTER"
『GENERATIONS LIVE TOUR 2016 "SPEEDSTER"』（ジェネレーションズ ライブ ツアー 2016 スピードスター）は、2016年12月28日にrhythm zoneから発売されたGENERATIONS from EXILE TRIBEの1作目のライブビデオ。

## 概要
- 2016年4月から12月にわたり、全国18会場41公演で開催された、自身初の全国アリーナ・ツアー『GENERATIONS LIVE TOUR 2016 "SPEEDSTER"』から、6月22日・23日に開催した、日本ガイシホール公演の模様のほか、ツアー開始前からの舞台裏を完全密着したスペシャルドキュメントムービーも収録。
- DVD(初回生産限定盤)、Blu-ray Disc(初回生産限定盤)、DVD(通常盤)、Blu-ray Disc(通常盤)の4形態での発売。初回限定盤はLIVEの模様を完全に撮り下ろした100ページのスペシャルフォトブックに超豪華ボックスケース仕様。

## 収録曲

### ライブ本編(DISC1)
1. AGEHA
2. Evergreen
3. BRAVE IT OUT
4. ANIMAL
5. NEVER LET YOU GO
6. Gimme!
7. LOADSTAR
8. ... for you
9. Love You More
10. Tell Me Why
11. Rainy Room
12. 花
13. 片想い
14. PERFORMER'S SHOWCASE "Dance of Neo Clowns"
15. Sing it Loud
16. HOT SHOT
17. Organ Donor 〜OFF DA HOOK〜 / DJ MAKIDAI feat. GENERATIONS from EXILE TRIBE & SWAY
18. REVOLVER
19. BURNING UP -GENERATIONS version-
20. I Believe In Miracles
21. to the STAGE
22. ALL FOR YOU

#### アンコール
1. Hard Knock Days
2. Always with you
3. 涙
4. PAGES
5. TRANSFORM

### ドキュメント映像(DISC2)
- ツアー開始前からの舞台裏を完全密着したスペシャルドキュメントムービー